# Odontomyia bermudensis
Odontomyia bermudensis är en tvåvingeart som beskrevs av Johnson 1913. Odontomyia bermudensis ingår i släktet Odontomyia och familjen vapenflugor.
Artens utbredningsområde är Bermuda. Inga underarter finns listade i Catalogue of Life.